# Mário de Araújo Cabral
Mário Manuel Veloso de Araújo Cabral (* 15. Januar 1934 in Cedofeita; † 17. August 2020 in Lissabon) war ein portugiesischer Automobilrennfahrer.

## Karriere
Mário „Nicha“ de Cabral war der herausragende Rennfahrer Portugals in den 1950er- und 1960er-Jahren. Cabral, der nie eine professionelle Rennkarriere anstrebte, fuhr seinen ersten Grand Prix in der Formel-1-Saison 1959. Beim Großen Preis von Portugal steuerte er einen Cooper T51 der Scuderia Centro Sud auf den zehnten Rang.
Die Rennkarriere wurde immer wieder von militärischen Einsätzen unterbrochen (Cabral war Fallschirmjäger in der portugiesischen Armee). So kam er nur gelegentlich zu Renneinsätzen. Noch zweimal ging er für die Scuderia Centro Sud in der Formel 1 an den Start, im Großen Preis von Italien 1964 bestritt er das Rennen mit dem unterlegenen Derrington-Francis ATS100. Punkte für die Weltmeisterschaft erzielte er nicht.
1965 verletzte sich Cabral bei einem Formel-2-Rennen in Rouen bei einem Unfall so schwer, dass seine Karriere vorüber schien. 1968 kehrte er jedoch zurück und fuhr Sportwagenrennen bis Mitte der 1970er-Jahre. Unter anderem pilotierte er den Porsche 917 von David Piper im spanischen Villareal und belegte den 2. Platz. Er bestritt auch regelmäßig Rennen in Afrika, darunter einige Läufe der Angolanischen Sportwagenserie.

## Statistik

### Statistik in der Formel 1

#### Gesamtübersicht
| Saison | Team                           | Chassis                   | Motor           | Rennen | Siege | Zweiter | Dritter | Poles | schn. Rennrunden | Punkte | WM-Pos. |
| ------ | ------------------------------ | ------------------------- | --------------- | ------ | ----- | ------- | ------- | ----- | ---------------- | ------ | ------- |
| 1959   | Scuderia Centro Sud            | Cooper T51                | Maserati 2.5 L4 | 1      | −     | −       | −       | −     | −                | −      | NC      |
| 1960   | Scuderia Centro Sud            | Cooper T51                | Maserati 2.5 L4 | 1      | −     | −       | −       | −     | −                | −      | NC      |
| 1963   | Scuderia Centro Sud            | Cooper T60                | Climax 1.5 V8   | 1      | −     | −       | −       | −     | −                | −      | NC      |
| 1964   | Derrington-Francis Racing Team | Derrington-Francis ATS100 | ATS 1.5 V8      | 1      | −     | −       | −       | −     | −                | −      | NC      |
| Gesamt | Gesamt                         | Gesamt                    | Gesamt          | 4      | −     | −       | −       | −     | −                | −      |         |

#### Einzelergebnisse
| Saison | 1 | 2 | 3 | 4 | 5   | 6   | 7   | 8 | 9 | 10 |
| ------ | - | - | - | - | --- | --- | --- | - | - | -- |
| 1959   |   |   |   |   |     |     |     |   |   |    |
|        |   |   |   |   |     | 10  |     |   |   |    |
| 1960   |   |   |   |   |     |     |     |   |   |    |
|        |   |   |   |   |     |     | DNF |   |   |    |
| 1963   |   |   |   |   |     |     |     |   |   |    |
|        |   |   |   |   | DNF | DNS |     |   |   |    |
| 1964   |   |   |   |   |     |     |     |   |   |    |
|        |   |   |   |   |     |     | DNF |   |   |    |

| Legende  | Legende            | Legende                                                          |
| Farbe    | Abkürzung          | Bedeutung                                                        |
| -------- | ------------------ | ---------------------------------------------------------------- |
| Gold     | –                  | Sieg                                                             |
| Silber   | –                  | 2. Platz                                                         |
| Bronze   | –                  | 3. Platz                                                         |
| Grün     | –                  | Platzierung in den Punkten                                       |
| Blau     | –                  | Klassifiziert außerhalb der Punkteränge                          |
| Violett  | DNF                | Rennen nicht beendet (did not finish)                            |
| Violett  | NC                 | nicht klassifiziert (not classified)                             |
| Rot      | DNQ                | nicht qualifiziert (did not qualify)                             |
| Rot      | DNPQ               | in Vorqualifikation gescheitert (did not pre-qualify)            |
| Schwarz  | DSQ                | disqualifiziert (disqualified)                                   |
| Weiß     | DNS                | nicht am Start (did not start)                                   |
| Weiß     | WD                 | zurückgezogen (withdrawn)                                        |
| Hellblau | PO                 | nur am Training teilgenommen (practiced only)                    |
| Hellblau | TD                 | Freitags-Testfahrer (test driver)                                |
| ohne     | DNP                | nicht am Training teilgenommen (did not practice)                |
| ohne     | INJ                | verletzt oder krank (injured)                                    |
| ohne     | EX                 | ausgeschlossen (excluded)                                        |
| ohne     | DNA                | nicht erschienen (did not arrive)                                |
| ohne     | C                  | Rennen abgesagt (cancelled)                                      |
| ohne     | keine WM-Teilnahme |                                                                  |
| sonstige | P/fett             | Pole-Position                                                    |
| sonstige | 1/2/3/4/5/6/7/8    | Punktplatzierung im Sprint-/Qualifikationsrennen                 |
| sonstige | SR/kursiv          | Schnellste Rennrunde                                             |
| sonstige | *                  | nicht im Ziel, aufgrund der zurückgelegten Distanz aber gewertet |
| sonstige | ()                 | Streichresultate                                                 |
| sonstige | unterstrichen      | Führender in der Gesamtwertung                                   |

### Le-Mans-Ergebnisse
| Jahr | Team                       | Fahrzeug  | Teamkollege        | Teamkollege        | Platzierung | Ausfallgrund     |
| ---- | -------------------------- | --------- | ------------------ | ------------------ | ----------- | ---------------- |
| 1972 | Ecurie Bonnier Switzerland | Lola T280 | Jorge de Bagration | Hughes de Fierlant | Ausfall     | Kupplungsschaden |

### Einzelergebnisse in der Sportwagen-Weltmeisterschaft
| Saison | Team                          | Rennwagen                | 1   | 2   | 3   | 4   | 5   | 6   | 7   | 8   | 9   | 10  | 11  | 12  | 13  | 14  | 15  | 16  | 17  | 18  | 19  | 20  |
| ------ | ----------------------------- | ------------------------ | --- | --- | --- | --- | --- | --- | --- | --- | --- | --- | --- | --- | --- | --- | --- | --- | --- | --- | --- | --- |
| 1958   | Manuel Nogueria Pinto         | Alfa Romeo Giulietta SV  | BUA | SEB | TAR | NÜR | LEM | RTT |     |     |     |     |     |     |     |     |     |     |     |     |     |     |
| 1958   | Manuel Nogueria Pinto         | Alfa Romeo Giulietta SV  | 21  |     |     |     |     |     |     |     |     |     |     |     |     |     |     |     |     |     |     |     |
| 1959   | Scuderia Centro Sud           | Maserati 300S            | SEB | TAR | NÜR | LEM | RTT |     |     |     |     |     |     |     |     |     |     |     |     |     |     |     |
| 1959   | Scuderia Centro Sud           | Maserati 300S            | 8   |     |     |     |     |     |     |     |     |     |     |     |     |     |     |     |     |     |     |     |
| 1965   | Autodelta Iso Rivolta         | Alfa Romeo GTA Iso Grifo | DAY | SEB | BOL | MON | MON | RTT | TAR | SPA | NÜR | MUG | ROS | LEM | REI | BOZ | FRE | CCE | OVI | NÜR | BRI | BRI |
| 1965   | Autodelta Iso Rivolta         | Alfa Romeo GTA Iso Grifo |     |     |     |     |     |     | DNF |     | DNF |     |     |     | DNF |     |     |     |     |     |     |     |
| 1968   | Mike de Udy                   | Porsche 906              | DAY | SEB | BRH | MON | TAR | NÜR | SPA | WAT | ZEL | LEM |     |     |     |     |     |     |     |     |     |     |
| 1968   | Mike de Udy                   | Porsche 906              | 19  |     |     |     |     |     |     |     |     |     |     |     |     |     |     |     |     |     |     |     |
| 1970   | André Wicky                   | Porsche 907              | DAY | SEB | BRH | MON | TAR | SPA | NÜR | LEM | WAT | ZEL |     |     |     |     |     |     |     |     |     |     |
| 1970   | André Wicky                   | Porsche 907              |     |     |     | 15  |     |     | 9   |     |     |     |     |     |     |     |     |     |     |     |     |     |
| 1971   | Wicky Racing Team David Piper | Porsche 908 Porsche 917  | BUA | DAY | SEB | BRH | MON | SPA | TAR | NÜR | LEM | ZEL | WAT |     |     |     |     |     |     |     |     |     |
| 1971   | Wicky Racing Team David Piper | Porsche 908 Porsche 917  |     |     |     |     |     |     |     | 10  |     |     | DNF |     |     |     |     |     |     |     |     |     |
| 1972   | Ecurie Bonnier                | Lola T290 Lola T280      | BUA | DAY | SEB | BRH | MON | SPA | TAR | NÜR | LEM | ZEL | WAT |     |     |     |     |     |     |     |     |     |
| 1972   | Ecurie Bonnier                | Lola T290 Lola T280      |     |     |     |     |     |     |     | DNF | DNF |     |     |     |     |     |     |     |     |     |     |     |
| 1973   | Ecurie Bonnier                | Lola T292                | DAY | VAL | DIJ | MON | SPA | TAR | NÜR | LEM | ZEL | WAT |     |     |     |     |     |     |     |     |     |     |
| 1973   | Ecurie Bonnier                | Lola T292                | DNF |     |     |     |     |     |     |     |     |     |     |     |     |     |     |     |     |     |     |     |
| 1975   | Alroy Racing                  | March 75S                | DAY | MUG | DIJ | MON | SPA | PER | NÜR | ZEL | WAT |     |     |     |     |     |     |     |     |     |     |     |
| 1975   | Alroy Racing                  | March 75S                |     |     |     | DNF |     |     | DNF | 14  |     |     |     |     |     |     |     |     |     |     |     |     |